# Papillion (Nebraska)
Papillion es una ciudad ubicada en el condado de Sarpy en el estado estadounidense de Nebraska. En el Censo de 2010 tenía una población de 18894 habitantes y una densidad poblacional de 1127 hab/km². Se encuentra muy cerca de la confluencia de los ríos Platte y Misuri. 

## Geografía
Papillion se encuentra ubicada en las coordenadas 41°9′11″N 96°2′43″O / 41.15306, -96.04528. Según la Oficina del Censo de los Estados Unidos, Papillion tiene una superficie total de 16.77 km², de la cual 16.71 km² corresponden a tierra firme y (0.34%) 0.06 km² es agua.

## Demografía
Según el censo de 2010, había 18894 personas residiendo en Papillion. La densidad de población era de 1.126,82 hab./km². De los 18894 habitantes, Papillion estaba compuesto por el 90.67% blancos, el 3.27% eran afroamericanos, el 0.42% eran amerindios, el 1.49% eran asiáticos, el 0.02% eran isleños del Pacífico, el 1.45% eran de otras razas y el 2.68% pertenecían a dos o más razas. Del total de la población el 5.22% eran hispanos o latinos de cualquier raza.